# Enginyeria de telecomunicació
L'enginyeria de telecomunicació és una branca de l'enginyeria que estudia l'ús de la tecnologia per transmissió d'informació a distància, bàsicament mitjançant sistemes i dispositius electrònics.

## Titulació
A Catalunya l'ensenyament d'aquesta disciplina s'estructura com una titulació universitària de caràcter oficial que consta de cinc cursos acadèmics i que s'imparteix en escoles tècniques superiors de diverses universitats tant públiques com privades.
Aquesta titulació incorpora una important base matemàtica i científica, igual que altres branques de l'enginyeria superior que fan que tingui un caràcter més generalista que les enginyeries tècniques (diplomatures). El coneixement de l'electromagnetisme és fonamental per al seu desenvolupament.
Entre les matèries pròpies que engloba es troben el disseny de sistemes de telecomunicació com les xarxes, internet, la telefonia mòbil, els sistemes de radiodifusió sonora i televisió,... També el disseny electrònic dels equips i els circuits que formen part d'aquests sistemes. Així com els protocols i el programari que utilitzen els mateixos.
Entre les principals creacions que versa l'enginyeria de telecomunicació es troba: la ràdio, la televisió, les antenes, la telefonia, la radiocomunicació, les comunicacions òptiques, el radar, els satèl·lits de comunicació, els mòdems, els encaminadors, els cables de comunicació, les xarxes d'ordinadors, els sistemes de compressió dels senyals com per exemple el MP3, etc.

## Coneixements
Conjunt de coneixements de caràcter científico-tecnològic que s'apliquen en temes relacionats amb la telemàtica, les radiocomunicacions i l'electrònica. Altrament esdevé el substrat tecnològic de les Tecnologies de la Informació i de la Comunicació (TIC).L'enginyer o enginyera de telecomunicació és el/la professional que dissenya els dispositius, equipaments i sistemes que permeten crear, transmetre, rebre i processar senyals de naturalesa diversa per intercanviar informació com veu, dades o imatges entre diferents ubicacions.
Els estudis d'enginyeria de telecomunicació foren creats fa gairebé un segle i han sabut actualitzar-se permanentment per donar resposta als reptes lligats al desenvolupament de les telecomunicacions i de totes les tecnologies associades, com són l'electrònica i la informàtica. Els estudis estan concebuts per formar professionals ben qualificats, necessaris per impulsar, en el seu àmbit professional, la que ja s'anomena societat de la informació i el coneixement.
Com en totes les enginyeries, la formació té una sòlida base científica, a partir de la qual s'introdueix el coneixement de les tecnologies pròpies de la titulació i de les funcions i els fonaments de l'enginyeria. La formació científico-tècnica es complementa amb l'oferta de tot un seguit de matèries i activitats que fan que l'enginyer de telecomunicació pugui desenvolupar la seva professió amb competència en aspectes organitzatius i de gestió, amb una bona percepció de les condicions de l'entorn i dels seus recursos naturals, amb la imprescindible responsabilitat humana pròpia del context social de la producció i els serveis.
Així, l'enginyer de telecomunicació pot dur a terme les funcions típiques de l'enginyeria: recerca i desenvolupament, disseny, producció, operació i manteniment, comercialització, gestió i ensenyament en l'àmbit propi que la titulació li atorga i l'assumpció de les competències professionals específiques que les lleis li atorguen (Reial Decret de 22 d'abril de 1920, reconegut en la Llei d'Ordenació de les Telecomunicacions 31/1987, de 18 de desembre, BOE de 19 de desembre de 1987).